# 清平巷
清平巷（又稱清平新街、清平直街）位於澳門半島西部，東北端接福隆新街、白眼塘橫街與清平街交界，橫跨新市巷，西南端至道德巷。

## 歷史
此處原為海灘，對出為白眼塘。至清同治五年（1866年），澳門富紳王祿、王棣父子，集資僱用工人把這裏填為陸地，並開闢街道和鋪戶，把該處發展繁盛。在發展期間，有關當局向王氏父子建議在這裏開設一家戲院，王氏父子接納其意見，並於1870年動工興建，至1875年落成。而落成當日正好為王祿壽辰，王棣為了祝壽，特意請粵劇名班到戲院演出，並宴請到場嘉賓。為寓意在場人士都能娛樂昇平，故把戲院命名為清平，而街道自此也被稱為清平直街。
昔日這條街道曾開設有多家酒樓食店，而戲院經常有粵劇上演，曾一度繁華。自1980年代起多為飲食、餅店、手信等店鋪，而遊客多以港客為多，有「手信街」稱號至今。而清平戲院於1992年結業。

## 附近街道

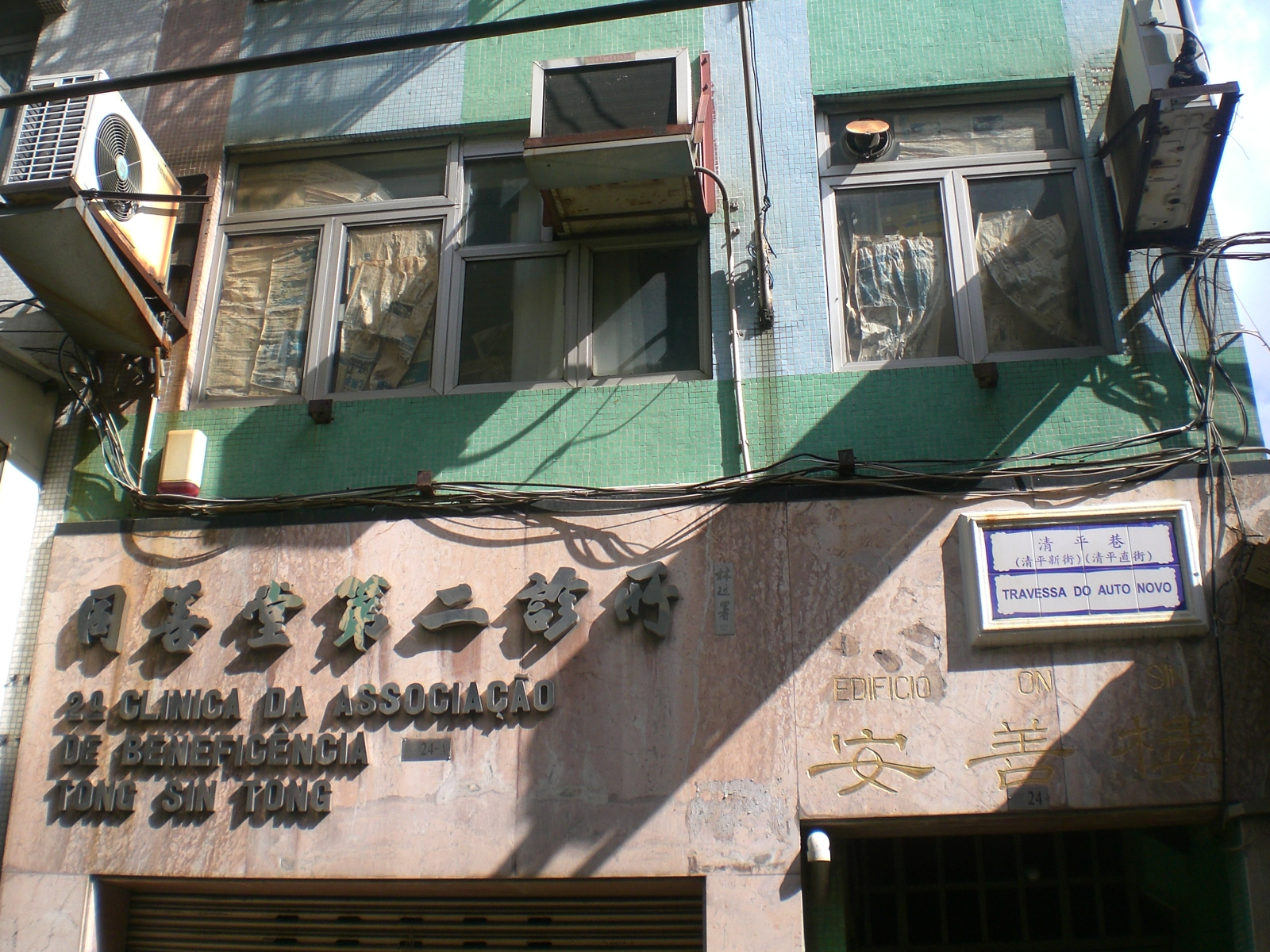
同善堂第二診所舊址

- 亞美打利庇盧大馬路
- 庇山耶街
- 福隆新街
- 白眼塘橫街
- 十月初五日街
- 柯邦迪前地
- 火船頭街

## 重要地點
- 清平戲院